# Aulonocara aquilonium
Aulonocara aquilonium är en fiskart som beskrevs av Konings, 1995. Aulonocara aquilonium ingår i släktet Aulonocara och familjen Cichlidae. IUCN kategoriserar arten globalt som sårbar. Inga underarter finns listade.